# Jérémy Le Douaron
Jérémy Le Douaron (Ploufragan, 21 aprile 1998) è un calciatore francese, attaccante del Palermo.

## Caratteristiche tecniche
Esterno d'attacco mancino dotato di fisico possente, viene schierato saltuariamente come esterno destro ed anche come prima punta.

## Carriera

### Giovanili
Nato a Ploufragan in Francia, Jérémy Le Douaron ha iniziato a giocare con il Guingamp. Nonostante una stagione positiva disputata con la formazione U17 del club non viene confermato, viene successivamente messo sotto contratto dallo Stade Briochin.

### Stade Briochin
Con la nuova squadra esordisce tra i professionisti il 17 marzo 2018 nella vittoria interna contro il Fontenay subentrando al compagno Mickaël Martin. Nella stessa stagione ed alla sua seconda ed ultima presenza stagionale con la società gialloblu nell'incontro casalingo vinto 2 a 0 contro il FC Mantois 78 del 28 aprile seguente. La stagione successiva prenderà il posto da titolare giocando 27 incontri mettendo a segno 7 gol e fornendo 2 assist. Durante la sua terza ed ultima stagione da professionista con lo Stade Briochin, nonostante scenda in campo appena 17 volte, a causa della chiusura anticipata di tutti i campionati di calcio in Francia decisa sal governo francese per ridurre la diffusione della Pandemia di COVID-19, riuscirà a migliorare il suo score personale mettendo a segno 8 gol.

### Brest
Il 12 giugno 2020 è stato annunciato il trasferimento di Jérémy Le Douaron allo Stade Brestois 29, dove ha firmato per una stagione più due lasciando allo Stade Briochin una opzione. Ha esordito con la nuova maglia del Brest il 23 agosto 2020, nella prima giornata di Campionato di calcio francese 2020-2021 della Ligue 1 contro il Nîmes Olympique, facendo così la sua prima apparizione nell'élite del calcio francese. In quell'occasione giocò come esterno sinistro d'attacco, la sua squadra perse pesantemente per quattro reti a zero
Il 3 febbraio 2021 Le Douaron segna il suo primo gol in Ligue 1, contro il RC Strasbourg. In quell'occasione è subentrato a Franck Honorat e il suo gol, segnato nel secondo tempo supplementare, è valso alla sua squadra un pareggio allo Stadio della Meinau (2-2). Le Douaron ha segnato la sua prima doppietta in Ligue 1 contro il Girondins de Bordeaux il 28 novembre 2021, garantendo alla squadra la vittoria (1-2 il punteggio finale).
Il 27 ottobre 2022, Le Douaron ha prolungato il suo contratto con il Brest fino al giugno 2026. Nel novembre 2023, lo Stade Brestois ha annunciato il prolungamento del suo contratto fino al giugno 2027.

### Palermo
Il 30 agosto 2024 viene acquistato dal Palermo firmando un contratto fino al giugno 2029.
Esordisce il 14 settembre, sostituendo Roberto Insigne al 58esimo minuto della partita vinta a Castellammare contro la Juve Stabia (1-3). Il 21 dicembre segna il suo primo gol con i rosanero, firmando il momentaneo pareggio in casa del Sassuolo, partita persa per 2-1. 

## Statistiche

### Presenze e reti nei club
Statistiche aggiornate al 17 maggio 2025.
| Stagione              | Squadra               | Campionato            | Campionato | Campionato | Coppe nazionali | Coppe nazionali | Coppe nazionali | Coppe continentali | Coppe continentali | Coppe continentali | Altre coppe | Altre coppe | Altre coppe | Totale | Totale |
| Stagione              | Squadra               | Comp                  | Pres       | Reti       | Comp            | Pres            | Reti            | Comp               | Pres               | Reti               | Comp        | Pres        | Reti        | Pres   | Reti   |
| --------------------- | --------------------- | --------------------- | ---------- | ---------- | --------------- | --------------- | --------------- | ------------------ | ------------------ | ------------------ | ----------- | ----------- | ----------- | ------ | ------ |
| 2017-2018             | Stade Briochin        | N2                    | 2          | 1          | -               | -               | -               | -                  | -                  | -                  | -           | -           | -           | 2      | 1      |
| 2018-2019             | Stade Briochin        | N2                    | 27         | 7          | -               | -               | -               | -                  | -                  | -                  | -           | -           | -           | 27     | 7      |
| 2019-2020             | Stade Briochin        | N2                    | 17         | 8          | CF              | 3               | 0               | -                  | -                  | -                  | -           | -           | -           | 20     | 8      |
| Totale Stade Briochin | Totale Stade Briochin | Totale Stade Briochin | 46         | 16         |                 | 3               | 0               |                    | -                  | -                  |             | -           | -           | 49     | 16     |
| 2020-2021             | Brest                 | L1                    | 28         | 1          | CF              | 2               | 1               | -                  | -                  | -                  | -           | -           | -           | 30     | 2      |
| 2021-2022             | Brest                 | L1                    | 32         | 5          | CF              | 3               | 1               | -                  | -                  | -                  | -           | -           | -           | 35     | 6      |
| 2022-2023             | Brest                 | L1                    | 32         | 10         | CF              | 2               | 0               | -                  | -                  | -                  | -           | -           | -           | 34     | 10     |
| 2023-2024             | Brest                 | L1                    | 33         | 4          | CF              | 2               | 0               | -                  | -                  | -                  | -           | -           | -           | 35     | 4      |
| ago. 2024             | Brest                 | L1                    | 2          | 0          | CF              | 0               | 0               | -                  | -                  | -                  | -           | -           | -           | 2      | 0      |
| Totale Brest          | Totale Brest          | Totale Brest          | 127        | 20         |                 | 9               | 2               |                    | -                  | -                  |             | -           | -           | 136    | 22     |
| 2024-2025             | Palermo               | B                     | 35+1       | 6          | CI              | 1               | 0               | -                  | -                  | -                  | -           | -           | -           | 37     | 6      |
| Totale carriera       | Totale carriera       | Totale carriera       | 209        | 42         |                 | 13              | 2               |                    | -                  | -                  |             | -           | -           | 222    | 44     |